# Marshall Allman
Marshall Scot Allman (sinh ngày 5 tháng 4 năm 1984) là một nam diễn viên người Mỹ.

## Danh sách phim

### Điện ảnh
| Năm  | Tên                                        | Vai           | Ghi chú |
| ---- | ------------------------------------------ | ------------- | ------- |
| 2004 | Shallow Ground                             |               |         |
| 2004 | Little Black Book                          |               |         |
| 2005 | Dishdogz                                   | Kevin         |         |
| 2005 | Hostage                                    | Kevin Kelly   |         |
| 2008 | Winged Creatures                           |               |         |
| 2009 | Anytown                                    | Mike Grossman |         |
| 2009 | The Immaculate Conception of Little Dizzle | Dory          |         |
| 2012 | Jayne Mansfield's Car                      | Alan Caldwell |         |
| 2012 | Blue Like Jazz                             | Donald Miller |         |
| 2013 | Sugar                                      | Marshall      |         |
| 2015 | A Year and Change                          | Victor        |         |